# Svartlöga
Svartlöga est une île de l'archipel de Stockholm  en Suède,,.

## Présentation
Svartlöga est une île de la paroisse de Blidö, dans la commune de Norrtälje.
Svartlöga est une île basse dont la plus haute éminence culmine à 12 mètres d'altitude.
L'île principale avec le groupe d'îles associé couvre 385 hectares.
Les eaux autour de l'île sont très peu profondes et difficiles à naviguer en raison de centaines de hauts-fonds et de récifs.
Selon le conseil administratif du comté de Stockholm, Svartlöga présente un intérêt national à la fois pour la conservation de la nature, la préservation du patrimoine culturel et les loisirs de plein air.
Le village balnéaire de Svartlöga, doté de plusieurs chalets en bois, est l'un des mieux conservés de l'archipel, tout comme le vieux village.
Dans le village, avec ses anciens hangars de marins, se trouvait jusqu'au milieu des années 1990 le plus petit bureau de poste du monde, aujourd'hui transformé en kiosque ouvert l'été.
On y trouve une chapelle datant de 1916 et, juste à l'ouest du village, l'Arboretum privé Lassas Hagar de 5 hectares, fondé en 1980.
Svartlöga n'a jamais été raccordée au réseau électrique du continent et n'est plus connectée depuis 2019 au réseau de télécommunications fixe.
Pendant l'été, l'île est desservie quotidiennement par la compagnie Waxholmsbolaget et la jetée des bateaux se trouve du côté nord de l'île, à environ un kilomètre du village.
Pendant les mois d'hiver, Svartlöga est servi chaque semaine depuis Furusund par Norra Skärgårdstrafiken tant que la glace se brise.

## Histoire
Les pasages réguliers de pêcheurs et de chasseurs permirent un premier établissement permanent à la fin du XVe siècle, et au XVIIe siècle, il y avait quatre petites fermes sur l'île.
Svartlöga était l'une des rares îles de Roslagen à avoir survécu aux pillages russes de 1719-1721, à la fin de de la grande Guerre du Nord.
Au milieu du XIXe siècle, il y avait environ 50 vaches et environ 10 chevaux sur l'île, et au tournant du siècle, de grandes parties de l'île étaient constituées de prairies ou de champs. Les derniers animaux ont disparu de l'île dans les années 1960.
La pêche était la principale occupation et jusqu'en 1928, les habitants de Svartlöga se mirent chaque année à la pêche acharnée à Horsten.
Les habitants de Svartlö étaient d'éminents constructeurs de bateaux.
Il y eut jusqu'à huit barges pour le fret, dans de nombreux cas pour le transport de sable de maçonnerie et de grès de Svartlöga jusqu'aux bâtiments de Stockholm.
En 1929, une pension fut ouverte à Svartlöga. Les hôtes ont été hébergés dans plusieurs maisons du village de Svartlöga.
Un bâtiment construit au début du siècle par le fabricant de poinçons Cederlund a été acheté en 1942 comme nouveau bâtiment principal. Il avait appelé le bâtiment Jössebo, parce qu'il voulait que la maison soit destinée à la chasse au lièvre.
La maison d'hôtes pouvait accueillir jusqu'à 100 invités.
Cependant, l'entreprise a été fermée en 1956 alors que la rentabilité diminuait, mais la propriété a continué à être connue sous le nom de « Panget », une forme abrégée de « Pensionatet ».
Au milieu des années 1960, les derniers résidents permanents de l'île ont disparu, mais des résidents permanents sont arrivés au début des années 2000 et en 2018, il y avait 7 résidents permanents sur l'île.

## Galerie

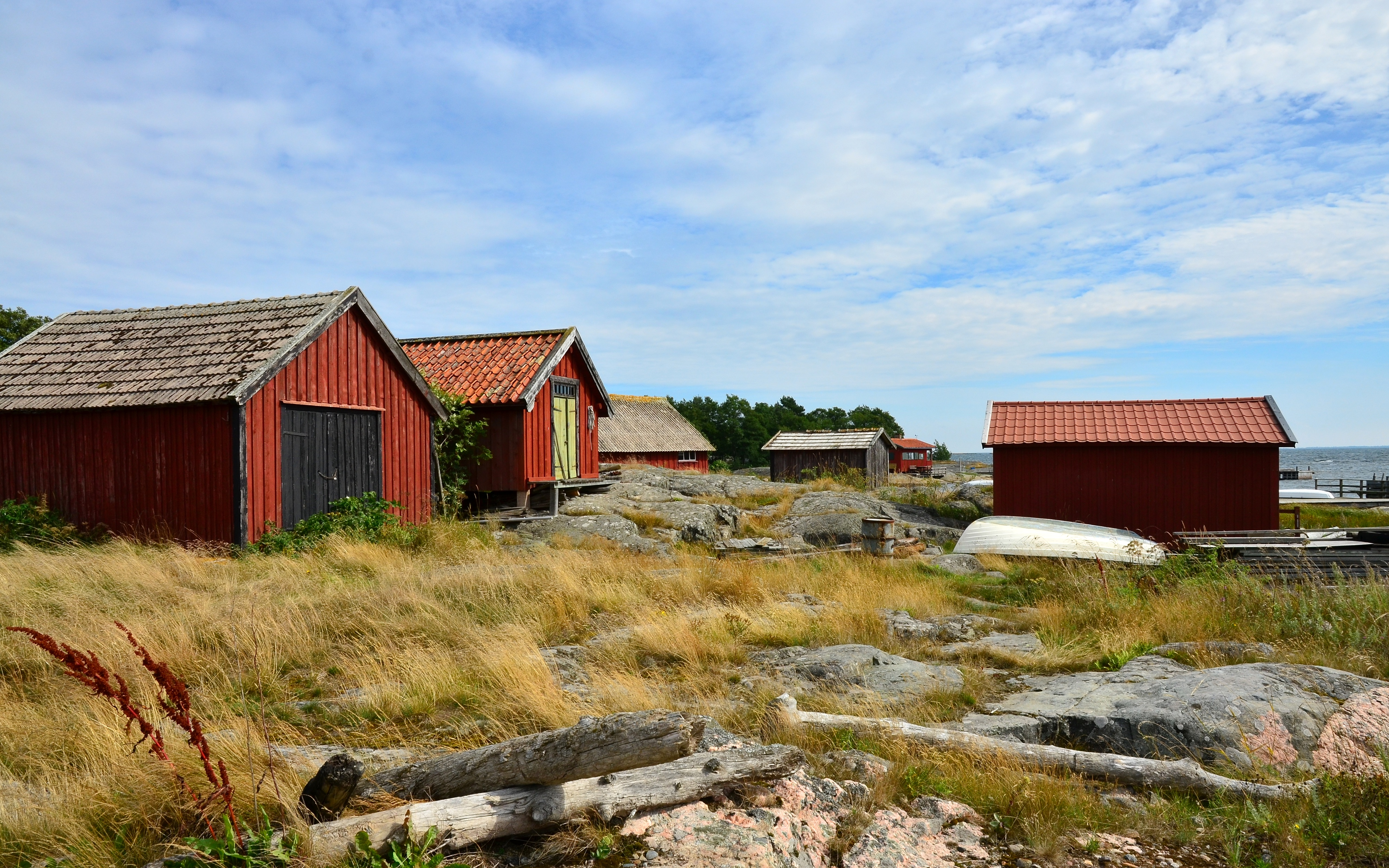
Environnement typique de l'archipel .
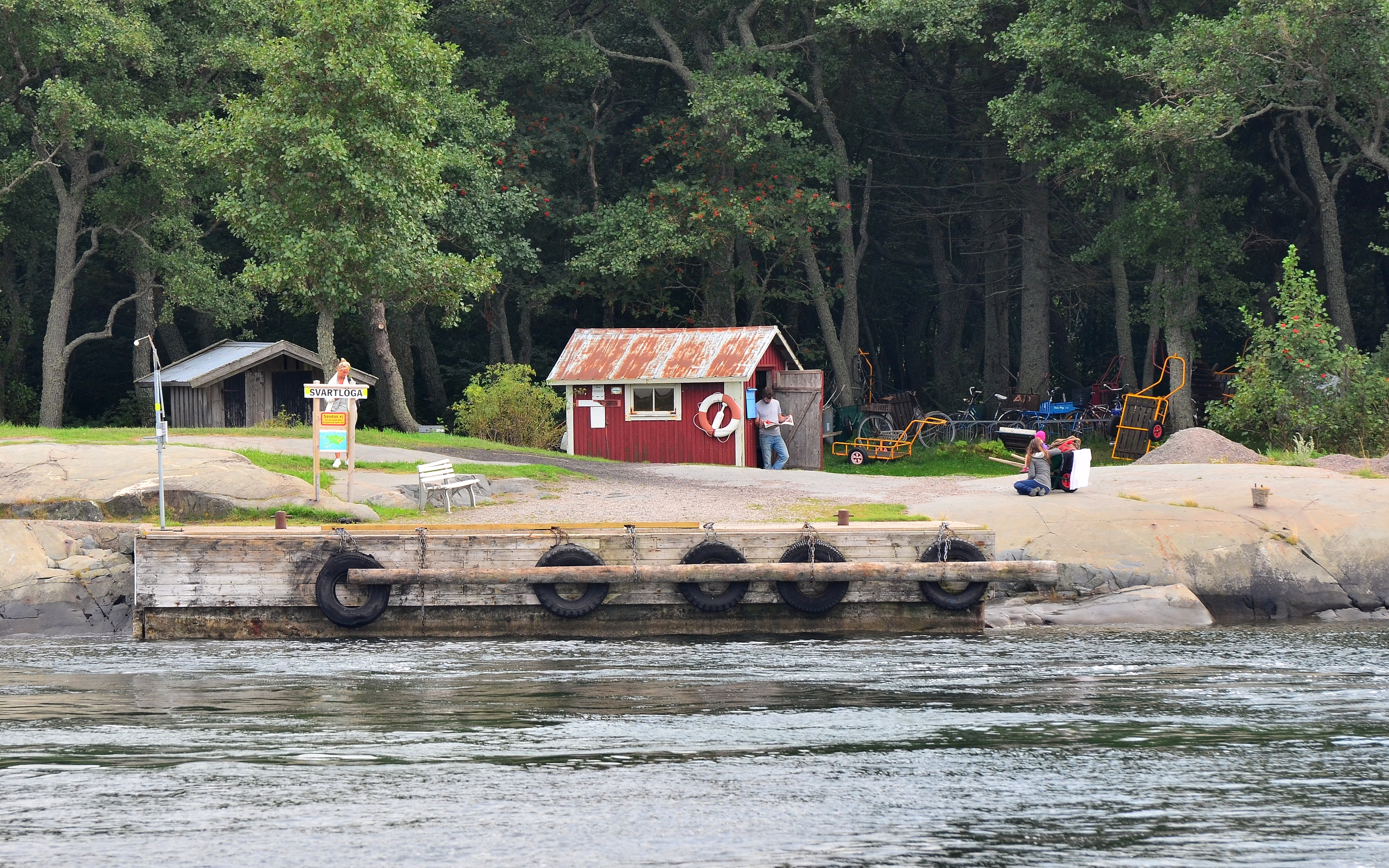
Embarcadère du côté nord de Stora Rönnskäret.
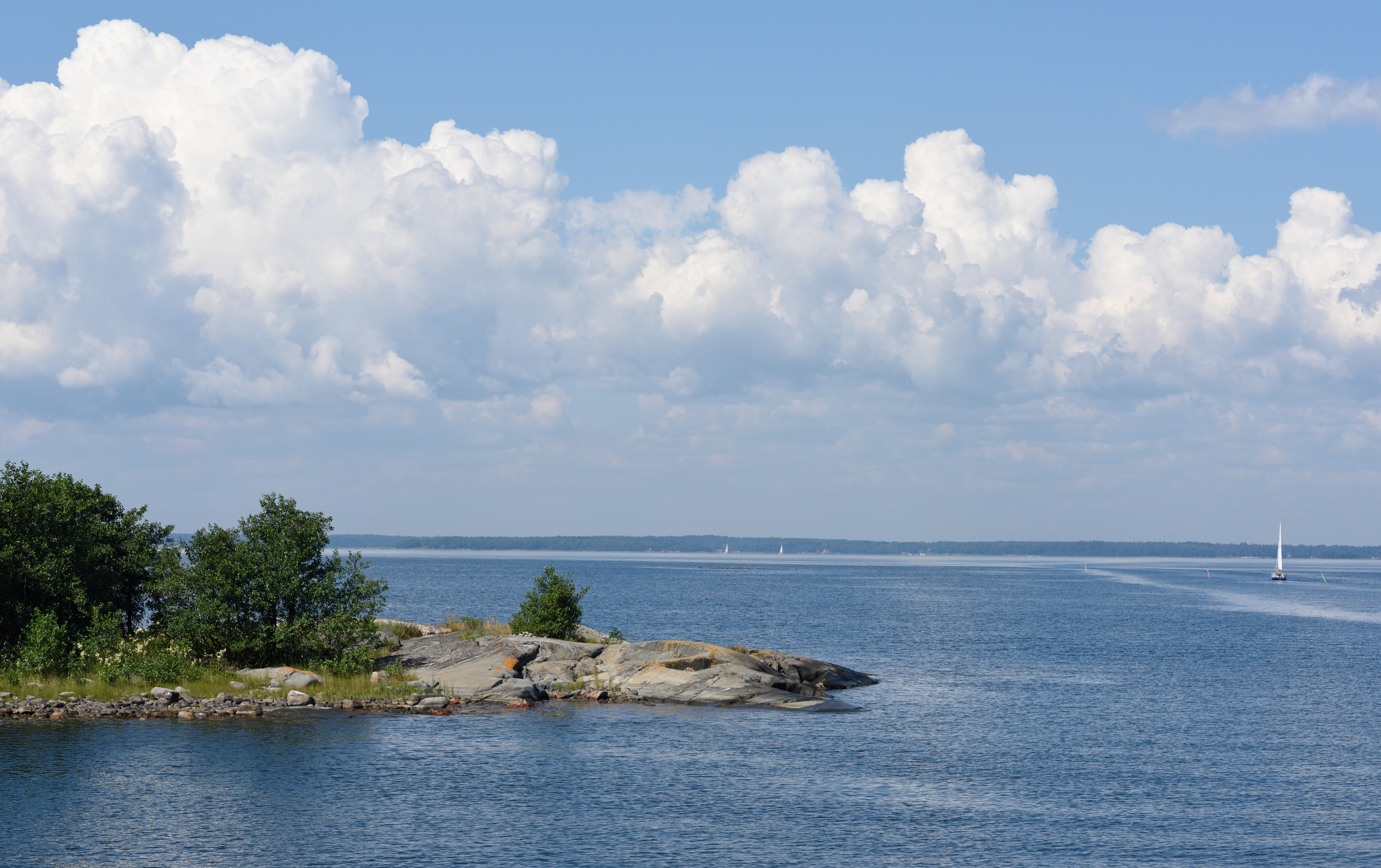
Vue depuis l'embarcadère, au loin la côte est de Blidö.